# Åke Seyffarth
Åke Seyffarth (15. prosince 1919 Stockholm – 1. ledna 1998 Mora) byl švédský rychlobruslař.
Ačkoliv debutoval na velké mezinárodní rychlobruslařské scéně v roce 1946 (na neoficiálním Mistrovství světa byl osmý), již od roku 1938 startoval na švédských či menších mezinárodních závodech. V roce 1947 se zúčastnil evropského šampionátu, který vyhrál, a také Mistrovství světa, kde vybojoval bronzovou medaili, o rok později byl na světovém šampionátu pátý. Na Zimních olympijských hrách 1948 startoval na všech čtyřech tratích, na pětistovce byl jedenáctý, na distanci 1500 m si dobruslil pro stříbro, 5000 m zvládl v sedmém nejrychlejším čase a závod na 10 km vyhrál. Zúčastnil se také Mistrovství světa 1950, na kterém skončil na 13. příčce.